# 查理·穆爾格魯
查理·穆爾格魯（英語：Charlie Mulgrew，1986年3月6日—）是蘇格蘭的一位足球運動員，在場上司職中後衛。現時被英冠球隊布莱克本流浪者外借至英甲球隊費列活特。穆爾格魯多才多藝，擅長定位球並且有出眾的過人能力。

## 外部連結
- 足球数据库：Charles Mulgrew的球员统计数据
- Charlie Mulgrew Guardian Stats Centre